# Raphaël Gagné
Raphaël Gagné (ur. 16 lipca 1987 w Lac-Beauport, Quebec, Kanada) – kanadyjski kolarz górski i przełajowy, dwukrotny medalista mistrzostw świata MTB, mistrz igrzysk panamerykańskich oraz mistrz Kanady w cross-country i cyclo-crossie.

## Kariera
Raphaël Gagné urodził się w Lac-Beauport w prowincji Quebec. Specjalizuje się w kolarstwie górskim w konkurencji cross-country oraz w kolarstwie przełajowym. W 2004 roku, jako junior, osiągnął swój pierwszy znaczący sukces, zdobywając złoty medal w sztafecie cross-country podczas mistrzostw świata w Les Gets. W składzie kanadyjskiej sztafety znaleźli się wówczas: Geoff Kabush, Max Plaxton, Kiara Bisaro i Raphaël Gagné. Pięć lat później, na mistrzostwach świata w Canberra w 2009 roku, Gagné wraz z kolegami z reprezentacji – Geoffem Kabushem, Evanem Guthrie i Catharine Pendrel – zdobył srebrny medal w tej samej konkurencji.
W 2015 roku Gagné odniósł kolejne sukcesy, zdobywając złoty medal w cross-country podczas igrzysk panamerykańskich w Toronto. W tym samym roku został mistrzem Kanady w cross-country, a także mistrzem kraju w kolarstwie przełajowym. W sezonie 2015 uplasował się na 12. miejscu w klasyfikacji generalnej Pucharu Świata w cross-country. W 2016 roku został powołany do reprezentacji Kanady na igrzyska olimpijskie w Rio de Janeiro, jednak nie odniósł tam znaczących sukcesów.
W 2018 roku Gagné dołączył do europejskiej drużyny Silverback OMX Pro Team, z zamiarem przygotowań do igrzysk olimpijskich w Tokio w 2020 roku. W 2019 roku zdobył tytuł mistrza panamerykańskiego w cross-country.

## Osiągnięcia

### Mistrzostwa świata
- 2004 – Les Gets – złoty medal w sztafecie cross-country (z Geoffem Kabushem, Maxem Plaxtonem i Kiarą Bisaro)
- 2009 – Canberra – srebrny medal w sztafecie cross-country (z Geoffem Kabushem, Evanem Guthrie i Catharine Pendrel)

### Igrzyska panamerykańskie
- 2015 – Toronto – złoty medal w cross-country

### Mistrzostwa panamerykańskie
- 2013 – srebrny medal w cross-country
- 2014 – brązowy medal w cross-country
- 2019 – złoty medal w cross-country

### Mistrzostwa Kanady
- 2008 – mistrz Kanady w cross-country (kategoria U23)
- 2015 – mistrz Kanady w cross-country
- 2015 – mistrz Kanady w kolarstwie przełajowym

## ŹRÓDŁA
- [Raphaël Gagné – profil na stronie UCI](https://www.uci.org/athlete/137146)
- [Igrzyska Panamerykańskie Toronto 2015](https://www.panamerican.org)
- [Mistrzostwa Świata w Kolarstwie Górskim 2004 Les Gets](https://www.mtbworldchampionships.com)